# Pluto at the Zoo
Pluto at the Zoo (Deutsch etwa Pluto im Zoo) ist ein US-amerikanischer Zeichentrickfilm der Disney-Studios aus dem Jahr 1942.

## Inhalt
Beim Spazierengehen in der Nähe des Zoos entdeckt Pluto zufällig einen großen herumliegenden Knochen im Raubkatzengehege. Sein Besitzer, ein Löwe, hält gerade ein Nickerchen. Für Pluto die optimale Gelegenheit den Knochen zu stehlen. Als der Löwe jedoch sein Vorhaben bemerkt, muss Pluto in das benachbarte Kängurugehege flüchten. Von der Kängurumutter verscheucht, rennt Pluto plötzlich in die Arme eines Gorillas, der Grimassen mit Plutos Gesicht zu erzeugen versucht, und wird ohnmächtig. Erst durch das Wasser im Krokodilteich kommt er wieder zu sich und muss erneut flüchten. Es folgt ein Spurt durch den ganzen Zoo, bis er wieder zu jenem Löwen gelangt, von dem er eigentlich flüchten wollte. Den Knochen immer noch bei sich, muss Pluto diesen zwischen die Kiefern des Löwen stecken, damit er nicht gefressen und genug Zeit zur endgültigen Flucht aus dem Zoo haben wird.